# Victoria de Hesse-Rotenbourg
Victoria de Hesse-Rotenbourg (Anna Maria Viktoria Christina ; 25 février 1728 - 1er juillet 1792) est une princesse de Hesse par la naissance, et princesse de Soubise par le mariage. Son mari est le Maréchal de Soubise. Elle est morte sans descendance.

## Biographie
Née à Rotenburg an der Fulda, elle est la fille de Joseph de Hesse-Rotenbourg et sa femme Christine de Salm, elle est l'aînée de quatre enfants. Parmi ses cousins germains figurent le roi Victor-Amédée III de Sardaigne et la princesse de Lamballe.
Elle épouse Charles de Rohan-Soubise, prince de Soubise, le 23 décembre 1745 au château des Rohan à Saverne. Il est chef de la branche cadette de la riche et puissante Maison de Rohan, qui a le rang de princes étrangers à la cour de Versailles.
Son mari est veuf deux fois, ayant été mariée à Anne-Marie-Louise de La Tour d'Auvergne (1722-1739), puis à Anne-Thérèse de Savoie-Carignan (1717-1745). Victoire a deux belles-filles à partir de ces mariages; Charlotte de Rohan, future princesse de Condé et Victoire de Rohan, qui devient gouvernante des enfants de Louis XVI.
Comme son mari, elle prend des amants en dehors de son mariage. En 1757, par ordre de Louis XV, elle est arrêtée à Tournai, soi-disant pour avoir volé de 900 000 livres de bijoux à son mari afin de fuir avec son amant, Monsieur de Laval-Montmorency.
Le couple se sépare et ses parents reçoivent une pension de 24 000 livres pour installer Victoria, exilée de la cour, avec eux à Echternach. Le couple n'a pas d'enfants et Victoria est morte à Paris, ayant survécu à son mari cinq ans, jour pour jour.

## Titres
- 25 février 1728 – 23 décembre 1745 : Son Altesse Sérénissime la princesse Victoria de Hesse-Rheinfels-Rotenbourg
- 23 décembre 1745 – 1er juillet 1787 : Son Altesse Sérénissime la princesse de Soubise
- 1er juillet 1787 – 1er juillet 1792 : Son Altesse Sérénissime la princesse douairière de Soubise